# Castello di Aberdour

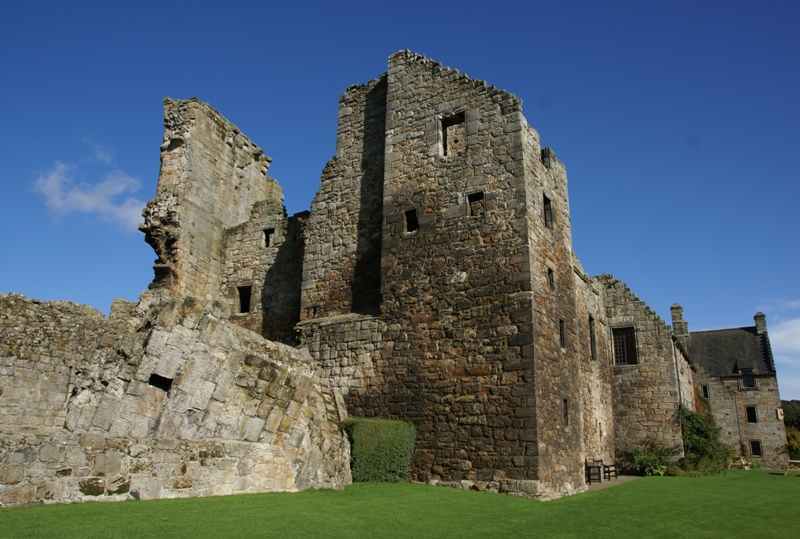
Le rovine del castello di Aberdour

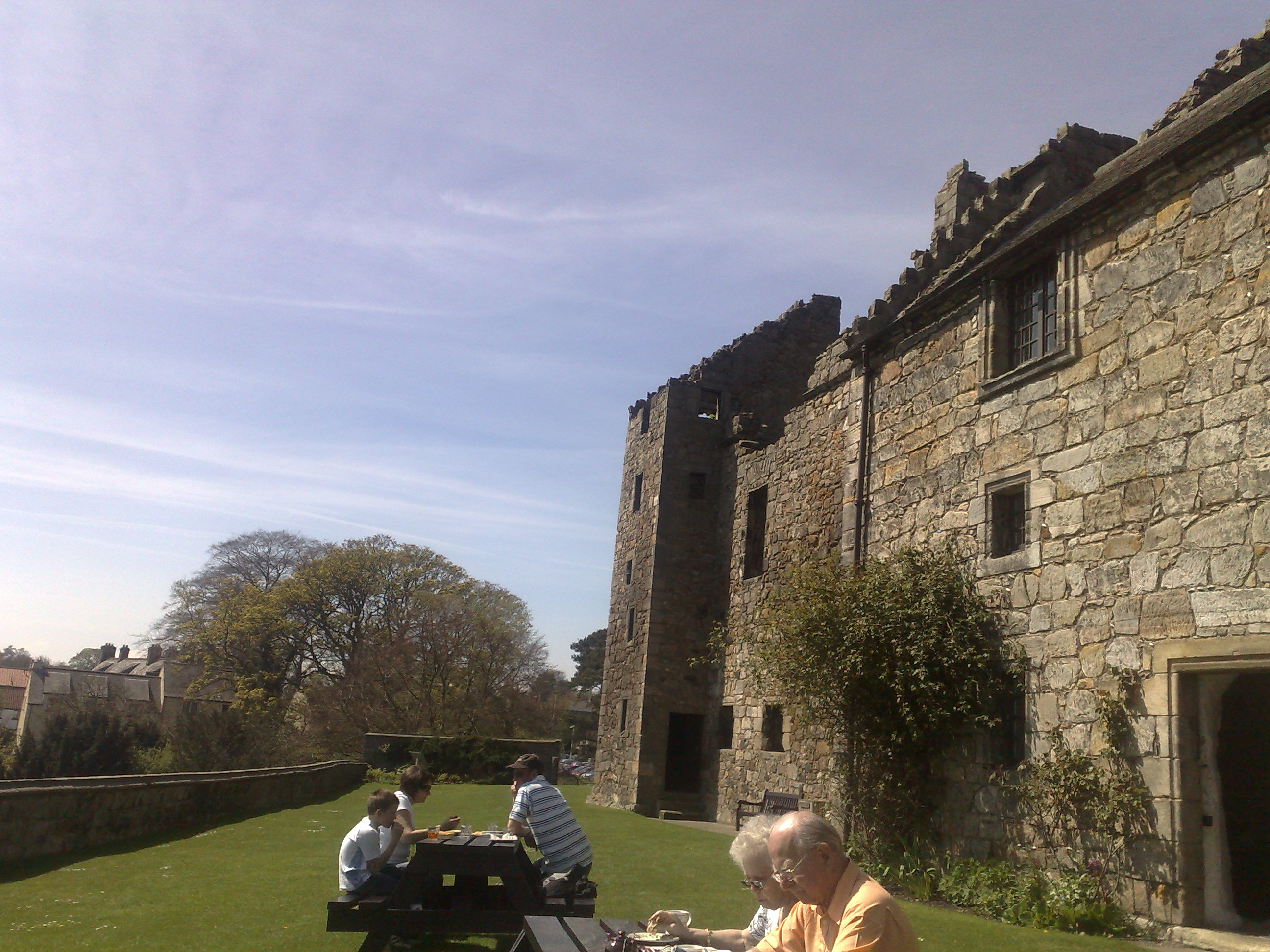
I giardini del castello di Aberdour

Il castello di Aberdour (in inglese: Aberdour Castle) è un castello della cittadina scozzese di Aberdour, nell'area amministrativa del Fife, eretto nella prima metà del XII secolo e ampliato tra il XV e il XVII secolo dalla famiglia Douglas. È comunemente ritenuto il castello più antico della Scozia (titolo che contende al castello Sween).

## Storia
Le fondamenta del castello furono realizzate probabilmente intorno al 1126 per volere di Sir Alan Mortimer, dopo che quest'ultimo, in seguito al matrimonio con la figlia di Sir John Vipont, Anicea, era diventato proprietario della tenuta.
Le finestre del castello, che rivelano similitudini con quelle dell'abbazia di Incholm, fanno in ogni caso supporre un'origine databile almeno al 1150.
In seguito il castello divenne di proprietà dei reali e nel 1325, il castello fu ceduto da Robert de Bruce al nipote Thomas Randolph, conte di Moray, che nel 1342 cedette l'edificio alla famiglia Douglas.
Nel corso del XV secolo, il castello fu esteso e rimodellato dalla famiglia Douglas, conti di Morton e signori di Dalkeith.
Numerose aggiunte furono poi effettuate nel corso dei decenni successivi e del secolo successivo, in particolar modo ad opera di James Douglas, IV conte di Morton alla fine del XIV secolo. James Douglas fece anche realizzare i giardini che circondano l'edificio qualche anno prima del 1581, anno in cui morì sul patibolo per complicità nell'omicidio di Lord Darnley.
In seguito, nel 1632, William Douglas, VI conte di Morton fece realizzare attorno al castello delle mura di cinta e nel 1642 l'edificio divenne la residenza principale della famiglia Douglas.
Negli anni ottanta del XVII secolo, l'edificio fu danneggiato da un incendio e da quel momento in poi iniziò a cadere in rovina. Il castello di Aberdour cessò quindi di essere la residenza della famiglia Douglas nel 1725, anno in cui i conti decisero di trasferirsi nella Cattlehill House, nota in seguito come Aberdour House.
|  |

Nel 1890, alcune parti del castello andarono perdute a causa della costruzione di una ferrovia nei pressi della tenuta.
Nel 1924, il castello divenne di proprietà del governo britannico.

## Il castello di Aberdour nella cultura di massa
- Il castello di Aberdour fu una delle location della serie televisiva Outlander[5]